# Doméliers
Doméliers ist eine französische Gemeinde mit 254 Einwohnern (Stand 1. Januar 2022) im Département Oise in der Region Hauts-de-France. Die Gemeinde liegt im Arrondissement Beauvais und ist Teil der Communauté de communes de l’Oise Picarde und des Kantons Saint-Just-en-Chaussée.

## Geographie
Die Gemeinde, ein Straßendorf, liegt auf der Hochfläche des Plateau Picard rund acht Kilometer ostnordöstlich von Crèvecœur-le-Grand an der Départementsstraße D541, die von der das Gemeindegebiet im Süden begrenzenden Départementsstraße D930 (frühere Route nationale 30) abzweigt. Trockentäler führen in Richtung zur Selle, die zur Somme abfließt.

## Toponymie und Geschichte
Der Gemeindename soll vom lateinischen Begriff Duumvillare abzuleiten sein.
Im Mittelalter sollen hier die Steine für den Bau der Kathedrale von Amiens gebrochen worden sein.

## Einwohner
| 1962 | 1968 | 1975 | 1982 | 1990 | 1999 | 2006 | 2011 |
| ---- | ---- | ---- | ---- | ---- | ---- | ---- | ---- |
| 172  | 170  | 133  | 126  | 191  | 203  | 219  | 226  |

## Verwaltung
Bürgermeister (maire) ist seit 1995 Jean Pupin.

## Sehenswürdigkeiten

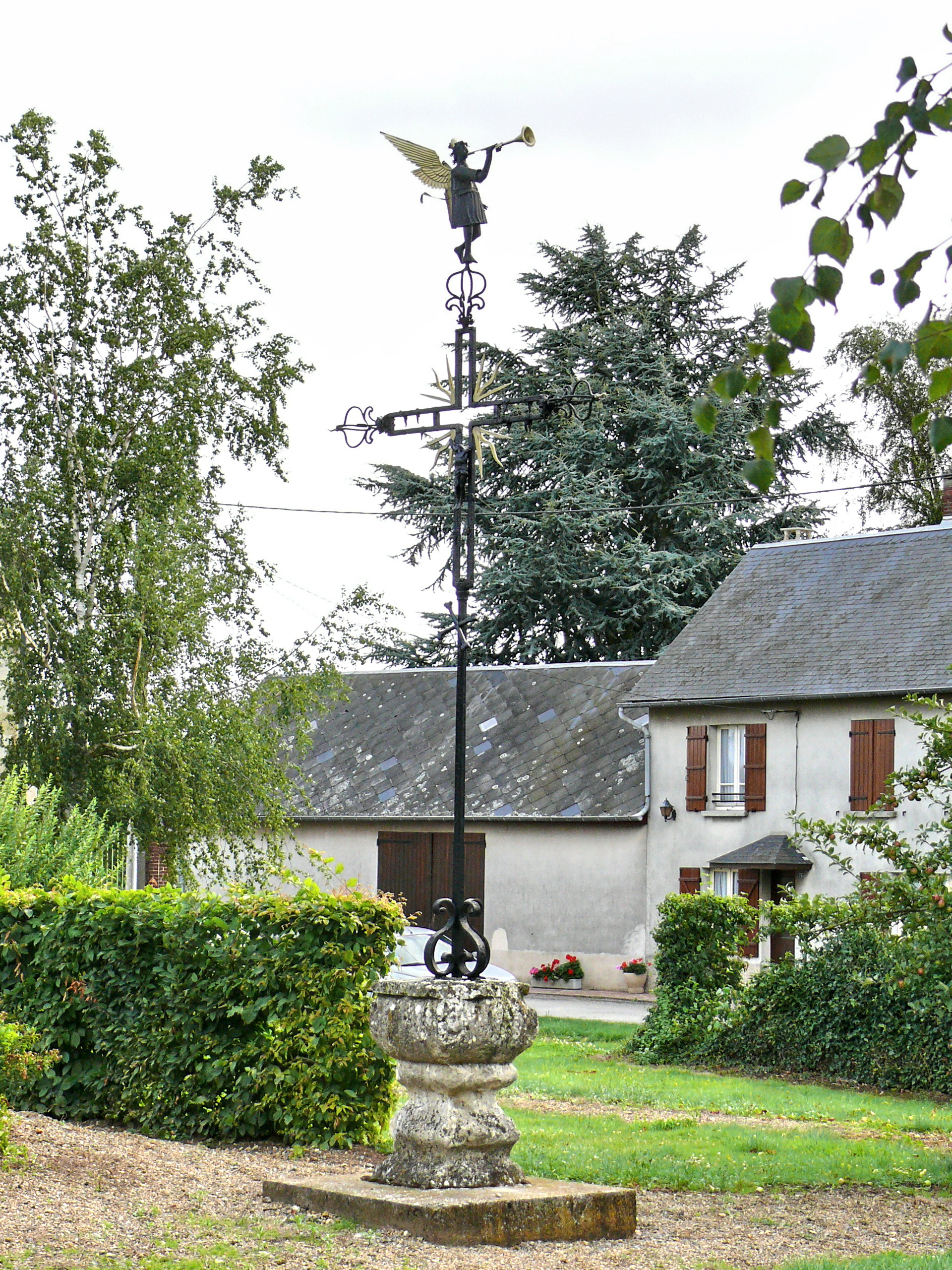
Posaunenengel am Kalvarienberg

- Kirche Saint-Martin aus dem 15. und 16. Jahrhundert[1]
- Calvaire neben der Kirche mit Posaunenengel